# Dietro le quinte della Storia
Dietro le quinte della Storia. La vita quotidiana attraverso il tempo è un saggio storico-divulgativo scritto a quattro mani da Piero Angela e Alessandro Barbero.

## Descrizione
Il libro riprende lo stile delle conversazioni fra il conduttore Angela e lo storico Barbero nella trasmissione televisiva Superquark, mostrando lo svolgersi dell'esistenza quotidiana nelle varie epoche della Storia, attraverso gli aspetti più comuni: il mangiare, lo spostarsi, la famiglia, la religione, la vita sentimentale, la guerra, le leggi.

## Edizioni
- Piero Angela e Alessandro Barbero, Dietro le quinte della Storia. La vita quotidiana attraverso il tempo, Milano, Rizzoli, 2012, ISBN 978-88-17-06147-6.
- Piero Angela e Alessandro Barbero, Dietro le quinte della storia. La vita quotidiana attraverso il tempo, Milano, Rizzoli, 2012, ISBN 978-88-586-3921-4.